# Corentin Martins
Corentin Da Silva Martins (Brest, 11 luglio 1969) è un allenatore di calcio ed ex calciatore francese, di ruolo centrocampista.

## Carriera

### Allenatore
Ha allenato la nazionale mauritana dal 2013 al 2021.
Nel 2022 è stato nominato commissario tecnico della nazionale libica, ruolo dal quale si è dimesso nel gennaio 2023.
Dopo due brevi esperienze alla guida di squadre di club, il 30 gennaio 2025 viene nominato commissario tecnico della nazionale malgascia.

## Palmarès

### Club

#### Competizioni nazionali
- Campionato francese: 1

Auxerre: 1995-1996
- Coppa di Francia: 2

Auxerre: 1993-1994, 1995-1996